# Каліфорнія-Джанкшен (Айова)
Каліфорнія-Джанкшен (англ. California Junction) — переписна місцевість (CDP) в США, в окрузі Гаррісон штату Айова. Населення — 74 особи (2020).

## Географія
Каліфорнія-Джанкшен розташована за координатами 41°33′37″ пн. ш. 95°59′41″ зх. д. / 41.56028° пн. ш. 95.99472° зх. д. (41.560170, -95.994752).  За даними Бюро перепису населення США в 2010 році переписна місцевість мала площу 1,19 км², уся площа — суходіл.

## Демографія
Згідно з переписом 2010 року, у переписній місцевості мешкало 85 осіб у 32 домогосподарствах у складі 26 родин. Густота населення становила 71 особа/км².  Було 34 помешкання (29/км²).
Расовий склад населення:
| - 98,8 % — білих |

До двох чи більше рас належало 1,2 %. Частка іспаномовних становила 4,7 % від усіх жителів.
За віковим діапазоном населення розподілялося таким чином: 23,5 % — особи молодші 18 років, 63,6 % — особи у віці 18—64 років, 12,9 % — особи у віці 65 років та старші. Медіана віку мешканця становила 45,3 року. На 100 осіб жіночої статі у переписній місцевості припадало 117,9 чоловіків;  на 100 жінок у віці від 18 років та старших — 116,7 чоловіків також старших 18 років.
Цивільне працевлаштоване населення становило 61 осіб. Основні галузі зайнятості: публічна адміністрація — 59,0 %, інформація — 18,0 %, роздрібна торгівля — 11,5 %, освіта, охорона здоров'я та соціальна допомога — 11,5 %.